# Xe đạp tại Đại hội Thể thao Đông Nam Á 2023 – Băng đồng Olympic nam
Nội dung Băng đồng Olympic nam xe đạp địa hình của môn Xe đạp tại Đại hội Thể thao Đông Nam Á 2023 diễn ra vào ngày 6 tháng 5 năm 2022, tại Siem Reap, Campuchia. 20 tay đua đến từ 8 quốc gia khác nhau đã tranh tài trong nội dung này.

## Kết quả
| Thứ hạng | Tay đua                             | Thời gian |
| -------- | ----------------------------------- | --------- |
| 1        | Feri Yudoyono (INA)                 | 1:13:51   |
| 2        | Zaenal Fanani (INA)                 | 1:13:53   |
| 3        | Khim Menglong (CAM)                 | 1:15:06   |
| 4        | Ihza Muhammad (INA)                 | 1:16:09   |
| 5        | Zulfikri Zulkifli (MAS)             | 1:16:59   |
| 6        | Pholachat Nakthongkam (THA)         | 1:18:02   |
| 7        | Keerati Sukprasart (THA)            | 1:18:49   |
| 8        | Jerico Cruz Rivera (PHI)            | 1:19:11   |
| 9        | Chhan Chhayfong (CAM)               | 1:19:21   |
| 10       | Muhammad Syawal Mazlin (MAS)        | 1:20:32   |
| 11       | Riyadh Hakim bin Lukman (SGP)       | 1:20:56   |
| 12       | Mark Louwel Antonio Valderama (PHI) | 1:22:28   |
| 13       | Nguyễn Văn Lâm (VIE)                | -1 LAP    |
| 14       | Edmhel John Rivera Flores (VIE)     | -1 LAP    |
| 15       | Ahmad Syazrin Awang Ilah (MAS)      | -1 LAP    |
| 16       | Phạm Minh Đạt (VIE)                 | -2 LAP    |
| 17       | Suphawit Somsin (THA)               | -2 LAP    |
| 18       | Joao Bosco Ximenes (TLS)            | -3 LAP    |
| 19       | Krouch Va (CAM)                     | -4 LAP    |
| 20       | Bùi Văn Nhất (VIE)                  | DNF       |